# Ивановка (Малинский район)
Ива́новка (укр. Іванівка) — село на Украине, находится в Малинском районе Житомирской области.
Код КОАТУУ — 1823483601. Население по переписи 2001 года составляет 339 человек. Почтовый индекс — 11656. Телефонный код — 4133. Занимает площадь 3,018 км².

## История
В 1946 году указом ПВС УССР село Яновка переименовано в Ивановку.

## Адрес местного совета
11600, Житомирская область, Малинский р-н, с. Ивановка